# Papilio menestheus
Papilio menestheus is een vlinder uit de familie van de pages (Papilionidae). De wetenschappelijke naam van de soort is voor het eerst geldig gepubliceerd in 1773 door Dru Drury.